# Umaltolepidiaceae
Die Umaltolepidiaceae sind eine ausgestorbene Gruppe der Ginkgoales.

## Merkmale
Die Umaltolepidiaceae sind durch folgende Merkmale charakterisiert: Der samentragende Stiel ist stark reduziert. Jeder Stiel trägt eine einzelne, vielleicht manchmal zwei, endständige Samenanlage, die in der Achsel eines Hochblattes oder an dessen abaxialer Seite angewachsen ist. Die Hochblätter sind sitzend, länglich, ungeteilt oder manchmal in zwei Lappen geteilt.
Die Blätter sind linealisch bis lanzettlich und gehören zum Teil zum Typ Pseudotorellia.

## Systematik
Die Familie Umaltolepidiaceae wird in die Ordnung Ginkgoales gestellt. Zu ihr werden zwei Gattungen gestellt:
- Toretzia
- Umaltolepis

## Belege
- Zhi-Yan Zhou: An overview of fossil Ginkgoales. Palaeoworld. Band 18, Nr. 1, 2009, S. 1–22, doi:10.1016/j.palwor.2009.01.001.
- Thomas N. Taylor, Edith L. Taylor, Michael Krings: Paleobotany. The Biology and Evolution of Fossil Plants. 2. Auflage. Academic Press, Amsterdam u. a. 2009, ISBN 978-0-12-373972-8, S. 752.